# Keith Smith
Keith LeWayne Smith (Flint, 9 marzo 1964) è un ex cestista statunitense, professionista nella NBA.

## Carriera
È stato selezionato dai Milwaukee Bucks al secondo giro del Draft NBA 1986 (45ª scelta assoluta).